# Solaklı Çayı
Der Solaklı Çayı ist ein Zufluss des Schwarzen Meeres in der Provinz Trabzon im Nordosten der Türkei.
Der Solaklı Çayı entspringt im Ostpontischen Gebirge.
Der Fluss strömt in überwiegend nördlicher Richtung durch das Bergland im Osten der Provinz Trabzon. Die Fernstraße D915 von Bayburt zum Schwarzen Meer folgt dem Flusslauf bis zur Mündung.
Der Solaklı Çayı passiert die Orte Çaykara und Dernekpazarı.
Der Fluss mündet schließlich bei der Küstenstadt Of ins Schwarze Meer.
Der Solaklı Çayı hat eine Länge von ca. 65 km. 
Der See Uzungöl befindet sich in der Quellregion des Solaklı Çayı.